# Dictionary of American Naval Fighting Ships
Le Dictionary of American Naval Fighting Ships (abrégé DANFS) est une encyclopédie technique spécialisée dans le domaine de la Marine américaine. Le DANFS a pour objectif de rassembler toutes les informations relatives à l'histoire des navires de combat américains, et de les mettre à disposition du public. Cette encyclopédie contient également des annexes sur les navires CSN et des essais sur divers autres navires.

## Publications
À l'origine, le DANFS était édité par le Naval Historical Center, un programme de l'US Navy chargé de rassembler toutes les informations disponibles sur les navires de la Navy (équivalent du SHD français). Le DANFS se présentait sous la forme d'une collection de sept volumes, classés dans l'ordre alphabétique des navires. Le premier volume, dénommé Volume I (A-B), fut publié en 1959 (aujourd'hui épuisé). Le dernier, le Volume VII (T-Z), fut publié en 1981. Une révision du premier volume fut éditée en 1991, mais uniquement pour les navires commençant par la lettre A (Volume I Part A).
Dans les années 1990, le site web Haze Gray & Underway, spécialisé dans le domaine maritime, entama la transcription de l'encyclopédie au format numérique. L'objectif de ce site est de rendre disponible sur l'Internet l'intégralité du DANFS original. Les modifications apportées par ce site se limitent aux corrections orthographiques ; les erreurs sur les faits ne sont pas corrigées, mais des notes sont insérées pour les énumérer.
Par la suite, le Naval Historical Center développa lui aussi une version en ligne de l'encyclopédie. La numérisation du support papier se fit à la fois à l'aide de moyens humains et de moyens logiciels (reconnaissance optique de caractères). En plus de numériser le DANFS, le Naval Historical Center s'est fixé pour objectif de corriger les erreurs et de compléter les nombreux manques. La priorité des mises à jour est définie comme suit : les navires actuellement en service, les navires qui sont entrés en service après les publications (manquants), les navires ayant quitté le service après les publications (incomplets) et enfin, les navires plus anciens.
Le DANFS étant une production du gouvernement américain, son contenu se trouve dans le domaine public. Par conséquent, ses entrées sont souvent reprises mots à mots pour d'autres travaux, par exemple les sites Internet encyclopédiques indépendants ou les sites de marins à la retraite.

## Style de rédaction
(juillet 2008).
Si vous disposez d'ouvrages ou d'articles de référence ou si vous connaissez des sites web de qualité traitant du thème abordé ici, merci de compléter l'article en donnant les références utiles à sa vérifiabilité et en les liant à la section « Notes et références ».
L'encyclopédie se limite aux faits bruts ; les analyses et rappels du contexte historique sont quasiment inexistants. Typiquement, une entrée nous apprend qu'un navire s'est rendu d'une station à une autre à telle date, en se contentant de la justification la plus brève possible : départ pour une réparation, participation dans une opération militaire, etc.
Bien que la majorité des entrées soient écrites de manière objective, il arrive que certaines soient écrites avec un ton pro-américain, en particulier lors des évènements de la Guerre froide et de la Seconde Guerre mondiale. Par exemple, dans l'entrée sur l'USS King (DLG-10), il est possible de lire : « En opérant au sein de cette puissante force de maintien de la paix, le King a contribué à freiner l'agression Communiste dans l'Asie du Sud-Est. ». Les entrées présentant ce genre de passages sont de l'ordre de quelques centaines, sur les 10 000 entrées disponibles. Les entrées consacrées à certains navires célèbres, comme l'USS Enterprise et l'USS Constitution, sont généralement écrits avec un style qui tend à magnifier les faits du navire.
Le DANFS a quelquefois recours au jargon de la Navy. Par exemple, lorsqu'un navire est retiré du service, coulé ou démantelé, il est parfois possible de voir écrit en fin d'article que le navire a rejoint la 19th Fleet. Dans la tradition de la Navy, un navire ne « meurt » jamais : il est simplement transféré à la 19th Fleet[citation nécessaire].